# 脛平下目

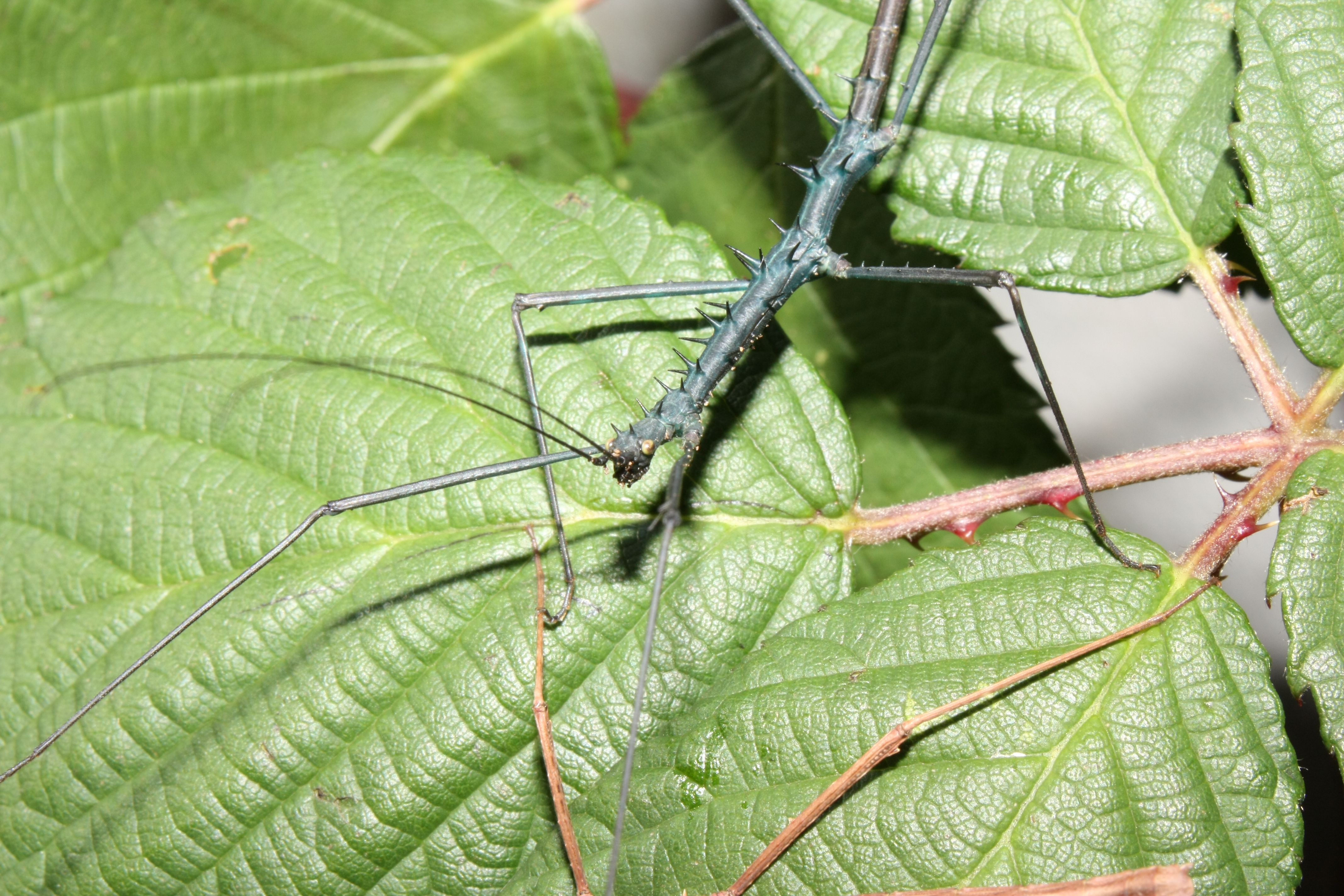
Acanthomenexenus polyacanthus，是一種來自東南亞的竹節蟲，在歐洲被作為寵物飼養

脛平下目 (英語:Anareolatae)，又可作脛緣下目，是竹節蟲目真䗛亞目的一個下目，由Redtenbacher在1906年，根據中後足脛節端部的三角形凹陷"areola apicalis"，分出脛平下目以及脛窩下目。

## 分類
現行分類架構下脛平下目包含三個科：
- Diapheromeridae笛竹節蟲科
- Lonchodidae長角竹節蟲科
- Phasmatidae竹節蟲科